# Mathias Abel
Mathias Abel (* 22. Juni 1981 in Kaiserslautern) ist ein ehemaliger deutscher Fußballspieler und -funktionär.

## Karriere
In seiner Jugendzeit spielte der Verteidiger für den 1. FC Kaiserslautern. Im Seniorenbereich schloss er sich 1998 zunächst Eintracht Bad Kreuznach in der damals viertklassigen Oberliga an. Von Januar 2001 bis 2002 stand er bei Borussia Dortmund unter Vertrag, für deren Amateure er zunächst in der drittklassigen Regionalliga spielte, ehe er mit der Mannschaft am Saisonende in die Oberliga abstieg.
Ab der Saison 2002/03 schloss er sich dem nahe seiner Heimat spielenden Zweitligisten 1. FSV Mainz 05 an, der bereits zwei Jahre zuvor an ihm interessiert gewesen war. In Mainz war Abel ursprünglich für die Reservemannschaft in der Oberliga vorgesehen, wurde aber dann Stammspieler bei den Profis. Er spielte anfangs in der Innenverteidigung und dann ab der Rückrunde als rechter Verteidiger. In der Saison 2003/04 zwang ihn ein Kreuzbandriss ab Februar 2004 zu einer sechsmonatigen Pause. Die Mannschaft stieg am Saisonende in die Bundesliga auf, wo der Verteidiger in der anschließenden Spielzeit wieder ins Team zurückfand.
Im Sommer 2005 schloss Abel einen ab Juli 2006 und bis 2010 laufenden Vertrag mit dem FC Schalke 04 ab. Aufgrund einer langwierigen Rückenverletzung verlor Abel in der Saison 2005/06 seinen Stammplatz bei den Mainzern. Nach seinem Wechsel zum FC Schalke 04 kam er dort in den ersten 18 Spielen der Saison 2006/07 lediglich einmal zum Einsatz, woraufhin er am 31. Januar 2007 bis zum Saisonende auf Leihbasis mit anschließender Kaufoption zum Hamburger SV wechselte. Aber auch beim HSV brachte er es nur auf sieben Einsätze. Da der HSV eine Kaufoption nicht nutzte, kehrte Abel in der Saison 2007/08 wieder zum FC Schalke 04 zurück. Allerdings erlitt er am 10. September 2007 einen Kreuzbandriss und kam in der gesamten Spielzeit nicht zum Einsatz.
Zur Saison 2008/09 kehrte Abel ablösefrei zu seinem Jugendverein 1. FC Kaiserslautern zurück, bei dem er einen Fünfjahresvertrag unterschrieb. Wegen seines dritten Kreuzbandrisses kam er erst nach zwei Jahren zu seinem Pflichtspieldebüt; zuvor hatte er in der zweiten Mannschaft gespielt. Begünstigt durch die Verletzung seiner Konkurrenten in der Innenverteidigung Rodnei und Jan Šimůnek stand er ab Mitte der Hinrunde der Saison 2010/11 in der Startelf. Zu Beginn der Rückrunde wurde er durch Rodnei wieder verdrängt, konnte allerdings im weiteren Verlauf der Rückrunde Martin Amedick aus der Startelf verdrängen. Im Spiel gegen den SC Freiburg am 26. Spieltag trug er erstmals die Kapitänsbinde.
Nach der Saison 2012/13 verließ Abel den 1. FC Kaiserslautern, nachdem sein auslaufender Vertrag nicht verlängert worden war. Nach über einem Jahr Vereinslosigkeit beendete er im Jahr 2014 seine Spielerkarriere.
Nach dem Ende seiner Spielerkarriere wurde Abel im November 2014 in den Aufsichtsrat des FCK gewählt, dem er bis Dezember 2017 angehörte.